# ایندیپندنسیا (ریو گراند دو سول)
ایندیپندنسیا (به پرتغالی: Independência) یک منطقهٔ مسکونی در برزیل است که در ریو گرانده جنوبی واقع شده‌است. ایندیپندنسیا ۳۵۷٫۴۴ کیلومتر مربع مساحت و ۶٬۱۰۹ نفر جمعیت دارد.